# 외부 데이터 표현
외부 데이터 표현(External Data Representation, XDR)은 컴퓨터 네트워크 프로토콜과 같은 용도로 사용되는 표준 데이터 직렬화 형식이다. 이를 통해 다양한 종류의 컴퓨터 시스템 간에 데이터를 전송할 수 있다. 로컬 표현에서 XDR로 변환하는 것을 인코딩이라고 한다. XDR에서 로컬 표현으로 변환하는 것을 디코딩이라고 한다. XDR은 다양한 운영체제 간에 이식 가능하고 전송 계층과도 독립적인 기능의 소프트웨어 라이브러리로 구현된다.
XDR은 빅엔디언 순서로 직렬화된 4바이트의 기본 단위를 사용한다. 더 작은 데이터 유형은 인코딩 후에도 각각 4바이트를 차지한다. 문자열 및 불투명 같은 가변 길이 유형은 총 4바이트로 나누어질 수 있도록 채워진다. 부동소수점 숫자는 IEEE 754 형식으로 표시된다.

## 같이 보기
- 원격 프로시저 호출